# Кудрівка (футбольний клуб)
Футбольний клуб «Кудрівка» — український футбольний клуб з однойменного села Корюківського району Чернігівської області, заснований у 1982 році. 21 червня 2023 року клуб набув професійного статусу та в сезоні 2023/24 виступав у другій лізі чемпіонату України. Перед стартом сезону 2024/25 клуб поглинув команду «Кудрівка-Нива» (Бузова), отримавши місце в першій лізі чемпіонату України. 1 червня 2025 року виборов право грати в Прем'єр-лізі.
Був учасником чемпіонату України серед аматорів у сезонах 2020/21 та 2021/22, а також обласних змагань.

## Досягнення
Чемпіонат Чернігівської області:

Емблема клубу до початку сезону 2024/2025

 Переможець (2): 2021, 2022
Кубок Чернігівської області:
 Володар (3): 2019, 2021, 2022
Суперкубок Чернігівської області:
 Володар (2): 2021, 2022
Чемпіонат Київської області:
 Чемпіон: 2020
 Бронзовий призер: 2019
Суперкубок Київської області:
 Володар: 2020

## Склад команди
Станом на 18 серпня 2025  року відповідно до офіційної заявки на сайті ПЛ
| №  | Поз. | Нац.    | Гравець               |
| -- | ---- | ------- | --------------------- |
| 1  | ВР   | Україна | Роман Льопка          |
| 37 | ВР   | Україна | Антон Яшков (капітан) |
| 73 | ВР   | Україна | Михайло Кулик         |
| 13 | ЗХ   | Україна | Владислав Шаповал     |
| 17 | ЗХ   | Україна | Мирослав Сердюк       |
| 22 | ЗХ   | Україна | Богдан Векляк         |
| 30 | ЗХ   | Україна | Олексій Гусєв         |
| 33 | ЗХ   | Україна | Євгеній Морозко       |
| 39 | ЗХ   | Україна | Артем Мачелюк         |
| 69 | ЗХ   | Україна | Юрій Потімков         |
| 90 | ЗХ   | Україна | Іван Мамросенко       |
| 91 | ЗХ   | Україна | Максим Мельничук      |
| 5  | ПЗ   | Україна | Андрій Тотовицький    |
| 7  | ПЗ   | Україна | Дмитро Коркішко       |

| №  | Поз. | Нац.    | Гравець              |
| -- | ---- | ------- | -------------------- |
| 8  | ПЗ   | Україна | Андрій Сторчоус      |
| 9  | ПЗ   | Україна | Олександр Козак      |
| 14 | ПЗ   | Україна | Кирило Матвєєв       |
| 19 | ПЗ   | Україна | Артур Думанюк        |
| 20 | ПЗ   | Україна | Денис Світюха        |
| 27 | ПЗ   | Україна | Олег Пушкарьов       |
| 29 | ПЗ   | Україна | Денис Нагнойний      |
| 66 | ПЗ   | Україна | Іван Лосенко         |
| 78 | ПЗ   | Україна | Валерій Рогозинський |
| 10 | НП   | Україна | Олексій Литовченко   |
| 11 | НП   | Україна | Роман Солодаренко    |
| 21 | НП   | Україна | Денис Безбородько    |
| 77 | НП   | Україна | Артем Лєгостаєв      |
| 97 | НП   | Україна | Антон Демченко       |

### Юнацький склад (U-19)
Станом на 18 серпня 2025  року відповідно до офіційної заявки на сайті ПЛ
| №  | Поз. | Нац.    | Гравець             |
| -- | ---- | ------- | ------------------- |
| 82 | ВР   | Україна | Іван Биховченко     |
| 83 | ВР   | Україна | Борис Манько        |
| 84 | ВР   | Україна | Вадим Опольський    |
| 40 | ЗХ   | Україна | Артем Крайник       |
| 61 | ЗХ   | Україна | Данііл Зозуля       |
| 72 | ЗХ   | Україна | Ілля Довганюк       |
| 74 | ЗХ   | Україна | Андрій Стефанишин   |
| 76 | ЗХ   | Україна | Єгор Петренко       |
| 79 | ЗХ   | Україна | Ілля Януль          |
| 85 | ЗХ   | Україна | Владислав Піддубний |
| 93 | ЗХ   | Україна | Данило Войтко       |

| №  | Поз. | Нац.    | Гравець             |
| -- | ---- | ------- | ------------------- |
| 42 | ПЗ   | Україна | Ярослав Вахіль      |
| 48 | ПЗ   | Україна | Олександр Корнієнко |
| 53 | ПЗ   | Україна | Захар Коломієць     |
| 58 | ПЗ   | Україна | Нікіта Гончаров     |
| 63 | ПЗ   | Україна | Віталій Кугутяк     |
| 64 | ПЗ   | Україна | Єгор Марченко       |
| 65 | ПЗ   | Україна | Богдан Романюк      |
| 81 | ПЗ   | Україна | Гордій Коваль       |
| 67 | НП   | Україна | Костянтин Чабелець  |
| 92 | НП   | Україна | Олександр Швець     |

## Тренерський штаб
| Посада                       | Ім'я           |
| ---------------------------- | -------------- |
| Головний тренер              | Василь Баранов |
| Асистент головного тренера   | Сергій Таран   |
| Тренер воротарів             | Ігор Шуховцев  |
| Тренер з фізичної підготовки | Тарас Когут    |

## Статистика виступів
| Сезон   | Ліга  | М      | І  | В  | Н | П | ГЗ | ГП | О  | Кубок України | Примітки                                                   |
| ------- | ----- | ------ | -- | -- | - | - | -- | -- | -- | ------------- | ---------------------------------------------------------- |
| 2023/24 | Друга | 7 з 15 | 26 | 10 | 7 | 9 | 33 | 40 | 37 | 1/32 фіналу   | шляхом поглинання «Кудрівки-Ниви» підвищилися в першу лігу |
| 2024/25 | Перша | 4 з 18 | 24 | 12 | 5 | 7 | 30 | 19 | 41 | 1/16 фіналу   | виграш в стикових матчах                                   |